# Bestand (Recht)
Bestand bezeichnet alleine oder als führender Wortbestandteil verschiedene rechtliche Begriffe.
Grundsätzlich bezeichnet Bestand in der Rechtssprache den Zustand eines Bestehens, oder des Stehenbleibens überhaupt. Besonders aber die ununterbrochene und unverletzte Fortdauer im Sinne von: die Sache oder ein Recht hat Bestand oder auch, es wird eine dauerhafte Sache in Bestand (in ein dauerhaftes Rechtsverhältnis, z. B. Miete) gegeben bzw. genommen.
Weiterhin bedeutet es eine Menge oder Gesamtheit von vorhandenen Gegenständen, Sachen oder Rechten.
In Deutschland und der Schweiz ist „Bestand“ auch historische und regionale Bezeichnung für Miete oder Pacht, aktuell (2022) ist der Begriff in Österreich diesen Bedeutungen übergeordnet, siehe Bestandvertrag.

## Geschichte
Das Deutsche Rechtswörterbuch nennt für die ältere deutsche Rechtssprache bis 1800 sieben verschiedene Bedeutungen zu dem Lemma „Bestand“.
1. Vertrag, Waffenstillstand (belegt 1272–1800)
2. Gültigkeit, Dauer (belegt 1561–1762)
3. Sicherheit, Kaution (belegt 1479/84 – 1654)
4. Pacht, Miete (belegt 1443–1830)
5. Stücklohn (belegt 1551)
6. Inventar, Bestand an etwas (belegt 14. Jahrh.)
7. Wildbestand, Jagdgebiet (belegt 1478)

Danach ist die Bedeutung als Menge von Sachen oder Umfang einer Sachgesamtheit in dieser Zeit nur einmal sehr früh gegeben.
Auch im Zedler-Lexikon wird  Bestand entweder als Pachtvertrag oder als Rechnungsbestand verstanden. Der Pachtvertrag wird in einem besonderen Artikel behandelt: „Locatio conductio, Mieth- oder Vermiethung, oder der Pacht, Bestand, ist ein Contractus, da um einen gewissen bedungenen Lohn der Gebrauch einer Sache, oder auch eines andern Arbeit und Dienste gemiethet und bedungen werden.“
Die Oeconomische Encyclopädie von J. G. Krünitz führt 1774/83 zwei für die Rechtssprache relevante Bedeutungen auf. Zum einen heißt es: „Bestand, wird auch von Einigen gebraucht für Pacht, als: Bestand=Contract, Bestand=Geld, Bestand=Jagen, u. s. w. welches soviel als Pacht=Contract, Pacht=Geld, Pacht=Jagen etc. ist; daher nennet man einen Pachter auch einen Beständner.“ Weiterhin werde Bestand auch „auch von der Menge oder Anzahl der Theile gesagt, woraus eine Sache zusammengesetzt ist. Also sagt man bei dem Holzhandel: der Bestand oder die Consistenz eines Waldes von Stammholze oder hoch aufgewachsenen Bäumen, sey von 1000 Aeckern oder Morgen Landes; und der Bestand oder die Consistenz eines Hauwaldes von 500, anstatt daß man sagen sollte, sie enthielten diese Anzahl von Aeckern oder Morgen Landes.“ Hier wird also Bestand erstmals als Menge oder Umfang verstanden, jedoch nicht im rechtlichen Sinne gebraucht.
Das Deutsche Wörterbuch kennt ebenfalls mehrere rechtsrelevante Bedeutungen von Bestand. Zum einen sei es das Bestehen, der Fortbestand, die Beständigkeit, die Dauer. Weiterhin werde das Wort auch für das wirkliche Dasein und zu Stande kommen gesetzt, in dem Sinne das man sage, die Sache hat Bestand, Existenz erlangt. Ebenso sei in Wendungen wie „der Häuser Bestand, der häusliche Bestand“ Bestand zugleich räumliche Vorstellung und meine auch das, woraus ein Grundstück besteht. In diesem Sinne werde es auch auf fahrende Habe und den Vorrat angewendet, z. B. Geldbestand oder Vermögensbestand. Schließlich bedeute Bestand auch Conductio, Pacht oder Miete.
Im Allgemeinen Landrecht für die Preußischen Staaten von 1794 ist im 1. Teil § 53 eine frühe Verwendung des Begriffs in einer Rechtsnorm zu finden: „An jungem Vieh wird so viel zum Zubehör des Guts gerechnet, als zur Unterhaltung des Bestandes erforderlich ist.“ Eben so im 2. Teil § 634: „Sobald aus den Einkünften der Kirche ein Bestand von Fünfzig Thalern oder mehr erübrigt werden kann, müssen die Vorsteher für dessen sichere und zinsbare Unterbringung zum Besten der Kirche sorgen.“
Im Grammatisch-kritischen Wörterbuch der Hochdeutschen Mundart von Adelung (Auflage 1811) wird einiger Redensarten gedacht, die in der Sprache der Gerichte und Kanzleien üblich waren: „mit Bestand der Wahrheit, mit Bestand seines Ansehens, mit Bestand Rechtens“. Sie beziehen sich demnach auf das Bestehen bzw. die Fortdauer der jeweils angegebenen Sachen. Weiterhin sei das Wort besonders in oberdeutschen Gegenden für Pacht oder Miete gebräuchlich.
Aus der historischen Bedeutung von Bestand für Miete, Pacht,  heraus entwickelten sich weitere Begriffe und Wortzusammensetzungen, die heute nicht mehr gebräuchlich sind und bei Adelung genannt werden: Beständer, Beständner, Bestandmann, Bestandinhaber, Bestandrecht (im Sinne von Mietrecht oder Pachtrecht), Erbbeständer Bestandgärtner, Bestandmüller oder Fährbeständner (eine Person, die eine Fähre in Bestand, also in Pacht, hatte). sowie Bestand-Kontrakt (heute in Österreich Bestandvertrag).

## Bürgerliches Recht
Im Bürgerlichen Gesetzbuch wird der Begriff Bestand in zwei unterschiedlichen Bedeutungen verwendet. Er bezeichnet einerseits den Zustand des Bestehens, oder Stehenbleibens, besonders aber, die ununterbrochene und unverletzte Fortdauer einer Sache oder eines Rechtes, andererseits eine Menge oder Gesamtheit von vorhandenen Gegenständen, Sachen oder Rechten.

### Bestehen, Fortdauer
Im Vertragsrecht wird nach § 650a ein Vertrag über die Instandhaltung eines Bauwerks zu einem Bauvertrag, wenn das Werk u. a. für dessen Bestand von wesentlicher Bedeutung ist.
Im Sachenrecht behandelt § 907 Anlagen, deren Bestand oder Benutzung eine unzulässige Einwirkung auf ein Grundstück zur Folge haben. Im Falle der Bestellung einer Grunddienstbarkeit wird in § 1028 eine Anlage genannt, deren Bestand mit der Dienstbarkeit in Widerspruch steht. Schließlich enthält § 1041 im Falle eines Nießbrauchs eine Verpflichtung, für die Erhaltung der Sache in ihrem wirtschaftlichen Bestand zu sorgen.

### Menge, Gesamtheit
Im Schuldrecht hat nach § 260 jeder, der verpflichtet ist, über den Bestand eines Inbegriffs von Gegenständen (Sachgesamtheit) Auskunft zu erteilen, dem Berechtigten ein Verzeichnis des Bestands vorzulegen. § 481 und § 484  nennen ein Wohngebäude aus einem Bestand von Wohngebäuden als möglichen Gegenstand von Teilzeit-Wohnrechteverträgen (Ferienwohnrecht). Nach § 767 bestimmt sich der Umfang der Bürgschaftsschuld nach dem jeweiligen Bestand der Hauptverbindlichkeit.
Im Sachenrecht haftet nach § 1210 das Pfand für die Forderung in deren jeweiligem Bestand.
Im Eherecht regelt § 1377 die Richtigkeit eines Verzeichnisses der Ehegatten über den Bestand des Anfangsvermögens einer Ehe und § 1385 behandelt den Fall, wenn ein Ehegatte sich weigert, den anderen Ehegatten über den Bestand seines Vermögens zu unterrichten. In § 1489 Abs. 2 wird das Gesamtgut einer Gütergemeinschaft in dem Bestand, den es zur Zeit des Eintritts der fortgesetzten Gütergemeinschaft hat, angesprochen.
Im Kindschaftsrecht regelt § 1629a die Beschränkung der Minderjährigenhaftung auf den Bestand des bei Eintritt der Volljährigkeit des Kindes vorhandenen Vermögens.
Im Vormundschaftsrecht hat nach § 1854 Abs. 2 der Vormund in bestimmten Fällen eine Übersicht über den Bestand des seiner Verwaltung unterliegenden Vermögens anzufertigen.
Im Erbrecht nennen § 1965, § 1980, § 2011, § 2012 und § 2314 den Bestand des Nachlasses und  § 2027, § 2127, § 2311 und § 2361 den Bestand der Erbschaft.

## Handelsrecht
Im Handelsgesetzbuch wird der Begriff Bestand in zwei unterschiedlichen Bedeutungen verwendet. Er bezeichnet entweder eine Menge oder Gesamtheit von vorhandenen Gegenständen, Sachen oder Rechten, oder die ununterbrochene und unverletzte Fortdauer einer Sache.
In § 240 Abs. 3 und § 241 ist der Bestand von Vermögensgegenständen des Sachanlagevermögens sowie Roh-, Hilfs- und Betriebsstoffen als eine Menge zu verstehen. Auch § 314 meint den Bestand an Anteilen an dem Mutterunternehmen, die im Konzernanhang aufzuführen sind als eine Menge (Konzernabschluss). Die Fortdauer oder der Bestand der geprüften Kapitalgesellschaft oder des Konzerns sind Gegenstand des § 321.

## Wortverwendung und Wortbedeutung
In mehreren Ländern werden u. a. folgende Wortzusammensetzungen mit „Bestand“ verwendet:
- Bestandsschutz,
- Bestandteil,

Im deutschen Recht werden u. a. folgende Wortzusammensetzungen mit „Bestand“ verwendet:
- Bestandskraft,
- Bestandsverzeichnis im Grundbuch,

Im österreichischen Recht werden u. a. folgende Wortzusammensetzungen mit „Bestand“ verwendet:
- Bestandnehmer,
- Bestandgeber,
- Bestandgegenstand, Bestandgut, Bestandsobjekt oder Bestandsache,
- Bestandjagd[11]
- Bestandsverfahren,
- befristetes oder unbefristetes Bestandsverhältnis,
- Bestandvertrag,
- Bestandswahrung,
- Bestandzins, Bestandgeld oder  Bestandsentgelt im Sinne von Pacht- oder Mietentgelt etc.

oder als Wortbestandteil z. B. in Hauptbestand, Hauptbestandsvertrag, Unterbestand und Unterbestandsvertrag, Inbestandnahme etc. Teilweise mit und teilweise ohne Fugen-s.